# Nordre Ringvej (Kolding)
 For alternative betydninger, se Nordre Ringvej. (Se også artikler, som begynder med Nordre Ringvej)
Nordre Ringvej er en to sporet ringvej, der går igennem Kolding. Vejen er en del af Sekundærrute 191 mellem Kolding og Esbjerg, og er med til at lede trafikken uden om Kolding Centrum, så byen ikke bliver belastet af så meget gennemkørende trafik.
Vejen forbinder Vejlevej i vest med Fynsvej i øst, og har forbindelse til Koldingbjerg, Slotssøvejen, Frydsvej, Skovvangen, Skovbrynet, Marielundsvej og Gammel Kongevej.
Nordre Ringvej var den første omfartsvej, der etableredes i Kolding. Vejen skulle tage den gennemgående øst-vest-trafik fra Snoghøj til Esbjerg. Ved Snoghøj var lillebæltsbroen åbnet i 1935. Vejen anlagdes på den nedlagte Egtvedbanes sporterræn. Egtvedbanen var blevet lukket i 1930 på grund af privatbanens dårlige økonomi. Vejen blev åbnet for trafik i 1939.